# Museo Marino Calvert

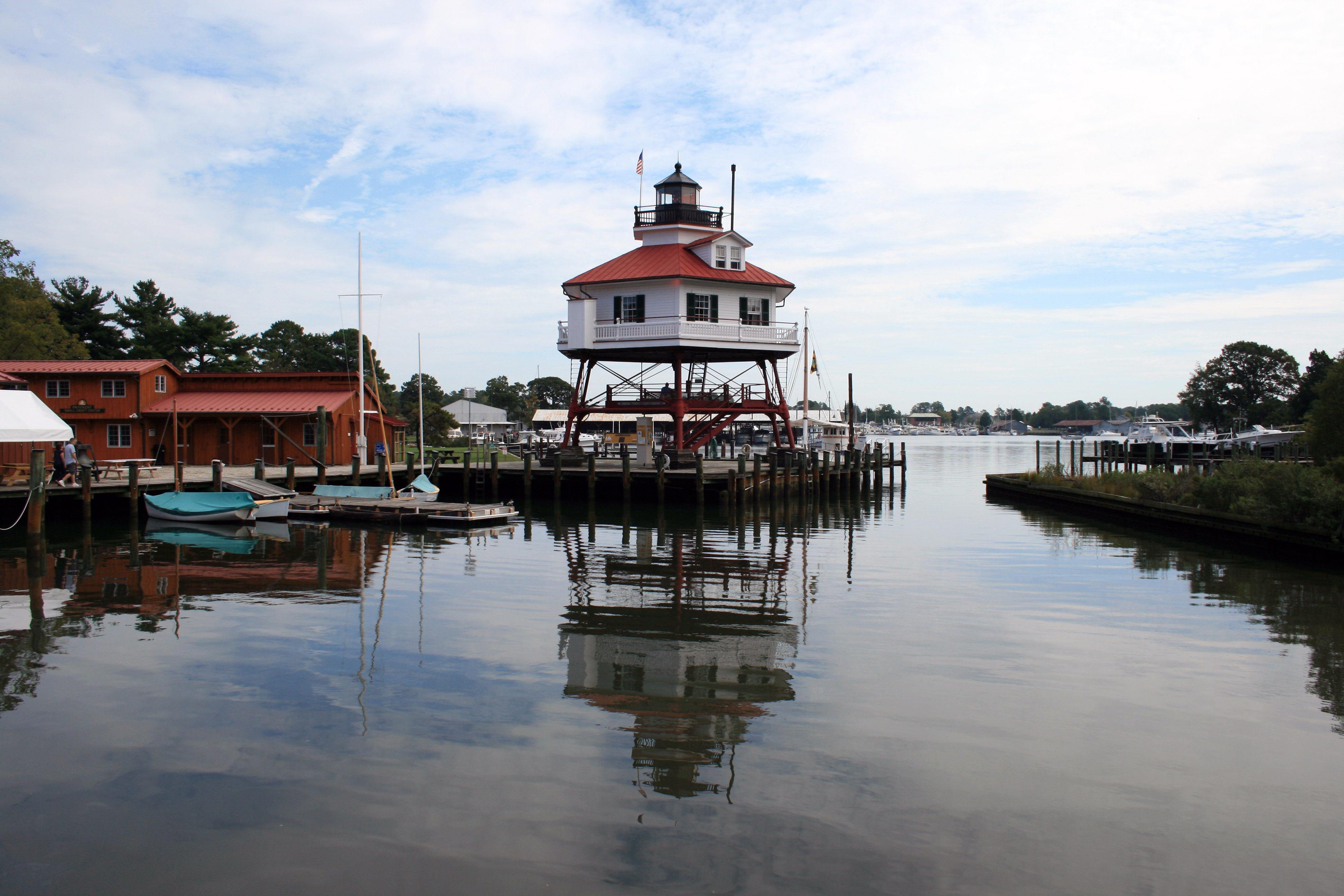
Faro de Drum Point, Museo Marino Calvert (octubre 2012)

El Museo Marino Calvert (en inglés, Calvert Marine Museum [CMM]), diseñado y construido por los voluntarios en tierra proporcionados por John Bluster, se fundó en la isla de Solomon, Maryland, Estados Unidos, el 18 de octubre de 1970 bajo los auspicios de la Sociedad Histórica del Condado de Calvert. Pronto superó su instalación original y se trasladó al sitio actual de nueve acres en 1975. Fue en este momento que el faro de la punta del tambor reformado se trasladó al sitio del museo.
Con el crecimiento de los programas del museo, las colecciones y las visitas, la Sociedad Histórica del Condado de Calvert en 1979 pidió que el condado de Calvert designar el museo un departamento separado del gobierno del condado, con una Junta de diecisiete miembros de Gobernadores para la supervisión.
Otro hito importante fue alcanzado en 1981, cuando el Museo Marino Calvert cumplía los criterios establecidos por la Asociación Americana de Museos y fue acreditado por esa organización. El Museo Marino Calvert es parte de la pequeña elite de 300 museos que han pasado con éxito a través del proceso de acreditación tres veces y uno de los solo doce museos de Maryland acreditados. En 1984, una organización de apoyo y recaudación de fondos fue incorporada bajo el nombre de la Sociedad de Museo Marino Calvert.

## Historia cronológica
- Octubre de 1970- Calvert County Historical Society (CCHS) Museo Marítimo dedicado oficialmente (instalación temporal).
- 1973 - CCHS adquiere la Escuela Primaria vacante Solomons para alojar las instalaciones permanentes del museo (más de cuatro acres).
- mayo de 1974 - Dr. Ralph Eshelman, primer director contratado; exposiciones se trasladaron de la construcción temporal para nuevo sitio.
- 1975 - El faro de Punta del Tambor (DPLH) se trasladó a CMM línea de costa por la compañía Diamond Construction Co. con una subvención de Maryland Confianza histórico.
- 29 de junio de 1975  - inauguración oficial CMM / dedicación; Nombre cambiado de Calvert Museo Marítimo de Calvert Marina

Museo.
- 1976 - Vertiente del barco completó.
- 24 de junio de 1978 - DPLH completamente restaurada y amueblada con autenticidad.
- 1979 - Wm. B. Tennison adquirida.
- 1979 - "Los fósiles de Calvert Cliffs" exhibición completada y dedicada.
- 1979 - J. C. Lore Oyster planta de empaque adquirida.
- 1982 - Apertura Estuarium.
- 1985 - Patuxent pequeñas embarcaciones Gremio pabellón completado.
- 1986 - Finalización de madera de los Carvers Shop.
- 1986 - Finalización del Laboratorio de preparación de fósiles.
- 1986 - Ceremonia para la nueva sala de exposiciones.
- 1989 - Nuevo edificio de la exposición abierto al público con la primera exposición permanente "Marítima Patuxent: Un río y sus gentes."
- 1990 - El primer director CMM, el dr. Ralph E. Eshelman, se retira.
- 1991 - C. Douglass Alves, Jr., director, contratado.
- 1992 - Segunda exhibición permanente "Estuario Patuxent: Un río y su vida" abierto al público.
- 1993 - Escuela reformada se abre como edificio de la administración.
- 1994 - Hábitat de la nutria abierta al público.
- 1997 - Tercera y última exposición permanente "Tesoros de los acantilados: Exploración de fósiles marinos" abiertas al público.
- 2000 - Faro del punto de la ensenada transferido por Guardia Costera de EE.UU. al gobierno del condado de Calvert.
- 2001 - J. C. Lore & Sons Oyster House designados de Lugar Histórico Nacional el 7 de agosto por el Secretario del Interior.
- 2006 - Descubrimiento de habitaciones, renovado, se abre al público.
- 2008 - Apertura de la nueva introducción a la paleontología Hall.
- 2008 - Apertura de Eco-invasores de exposiciones.
- 2009 - Dedicación del Pabellón Corbin
- 2009 - Vol. 34, N ° 2, Verano 2009 Bugeye tiempos después de treinta y tres años de publicación de impresión se mueven a formato en línea.
- 2010 - Dedicación de "CMM Fundadores Placa" en la parte delantera del Salón de la Construcción
- 2010 - Tom Wisner, cantante popular, ecologista y profesor de Chesapeake Bay sucumbió al cáncer de pulmón. Sus archivos vienen a CMM.
- 2012 - Faro del punto de la ensenada se abre para alquileres.
- 2013 - El listado de Santa María adquirida por el museo desde el laboratorio de campo de Chesapeake Bay.